# Richard Scheufler

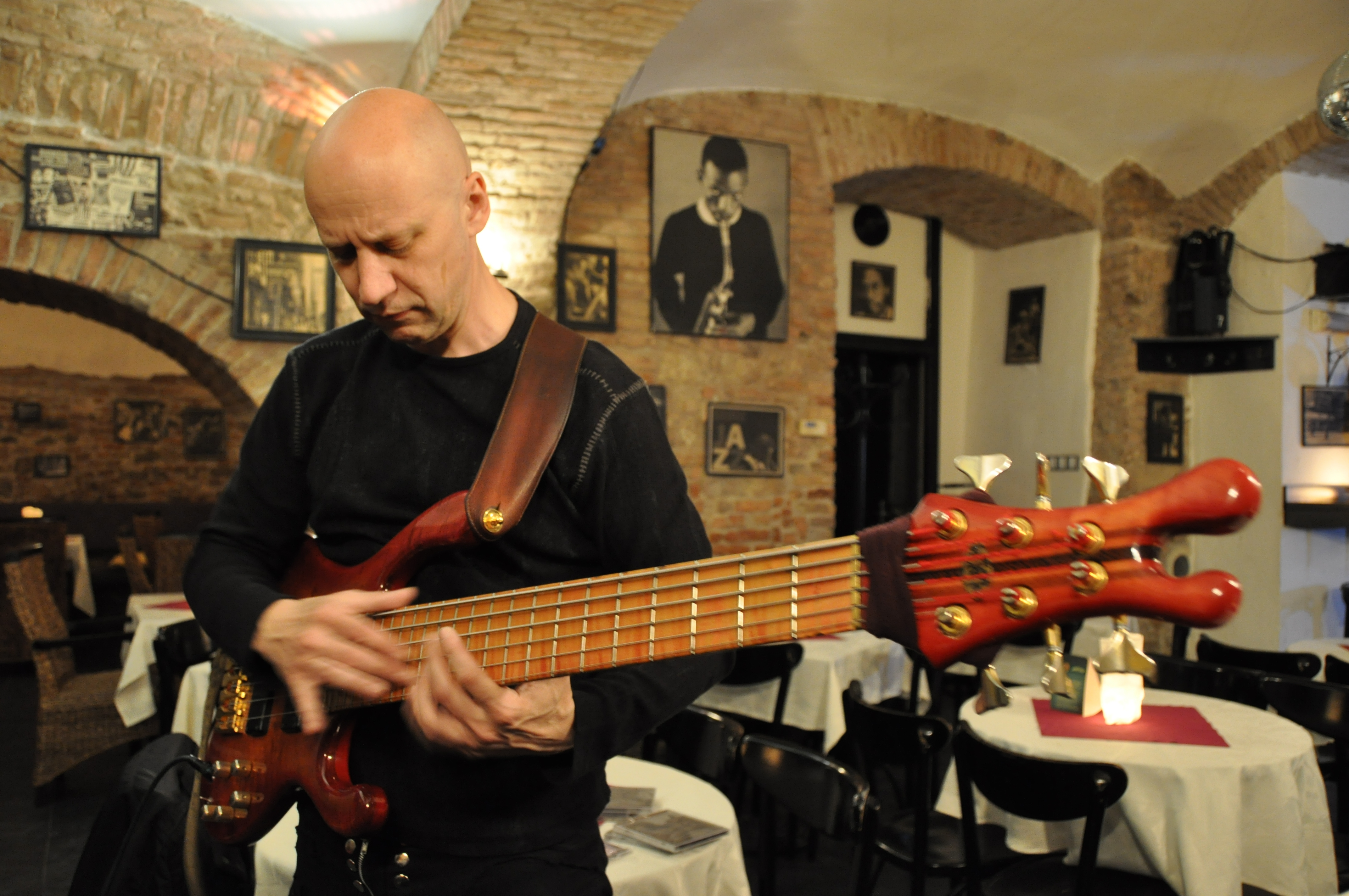
Richard vor dem Konzert

Richard Scheufler (* 1. November 1964 in Ústí nad Labem) ist ein tschechischer Multiinstrumentalist, Solosänger, Komponist, Musikarrangeur, -pädagoge und -produzent.

## Leben
Er fing im Alter von drei Jahren an Harmonika zu spielen, allmählich kamen noch das Klavier und die Schlaginstrumente dazu. Seine musikalischen Ambitionen entwickelte er im Kinderorchester unter der Leitung seines Onkels Jirka. Nach der Auflösung des Orchesters wechselte der dreizehnjährige Scheufler zur Bassgitarre, die er bis heute spielt.
Seine erste musikalische Ausbildung erhielt Scheufler zunächst durch ein Selbststudium. Später studierte er Musik unter der Leitung von Vladimír Hora zuerst privat von 1987 bis 1989 und in den Jahren 1998 bis 1999 am Jaroslav-Ježek-Konservatorium in Prag. Hier nahm er neben dem Unterricht im Bassgitarrenspiel auch Gesangsstunden.
Nach dem Spielen in regionalen Bands bekam Scheufler 1986 für etwa vier Jahre ein professionelles Engagement in der Band Natural. Später spielte er in der Band Buran Prášil, und dann 1990 in der Band von Dalibor Janda. Nach der Begegnung mit dem Musiker und Komponisten Milan Steigerwald wurde er für zwölf Jahre Mitglied der Band King Size. Obwohl die Band ihre künstlerische Tätigkeit einstellte, besteht sie weiterhin. Scheufler und sein gleichnamiger Sohn Richard spielen dabei als Gastkünstler.
Gleichzeitig trat er als Gast bei den Aufnahmen von Karel Gott, Lucie Bílá und Lenka Filipová auf. Er hat zur Entstehung der Platte Nechci zůstat sám/I don´t want to be alone der Band Damiens als Koproduzent zusammen mit Láďa Křížek beigetragen. Die Auszeichnung Die Goldene Platte (Zlatá deska), erhielt er für seinen Beitrag zu diesem Pop-Album. Er war auch an Jazzprojekten beteiligt und arbeitete mit der Band Blue Birds des Saxophonisten Ivan Myslikovjan und der Saxophonistin Andrea Kolmanová (zusammen mit seinem Sohn) bei der Produktion ihrer CD Andrea mit.
Gegenwärtig gehört er zur Band Pražský Výběr II (oft auch abgekürzt als PV II), deren Frontman der Komponist, Sänger und politische Aktivist Michael Kocáb ist. Im Laufe des Jahres 2007 ging er auf Konzerttour mit der Band PV II auf Festivals und wurde an allen Aktivitäten, die mit der Band zu tun haben, beteiligt. Im gleichen Jahr erschien das Album der PV II Vymlácený rockový palice/Smashed Rock Heads und im Juni 2008 wurde das Konzert PRAŽSKÝ VÝBĚR II LIVE, das am 3. Mai 2007 in Teplice stattfand, auf DVD herausgegeben.
Ende des Jahres 2002 ging er nach Hastings in England und arbeitete im Studio von Claire Hamill und gab Aufführungen mit Tom Palmer, Steve Winchster, Donna Terenzi, Mama Josie und Papa George. Er hatte auch Einzelauftritte und knüpfte eine engere Zusammenarbeit mit Nana Tsiboe – dem ehemaligen Perkussionisten von Robbie Williams – im Rahmen seines Soloprojektes Bushfaya an. Unter anderem drehte er Videoclips in Afrika und stellte die Musikinstrumente der Marke George Dennis an der Frankfurter Musikmesse vor.
Seit Anfang 2011 spielt er Bass bei der tschechischen Band Krucipüsk.

## Soloprojekte
Das Debüt-Soloalbum von Richard Scheufler mit dem Titel V rukou Tvých / In your hands erschien 2001 in tschechischer und englischer Fassung.
Das zweite Soloalbum Between us entstand in den Jahren 2004 bis 2008 und Richard gab die CD unter dem Label Scheufler's Records im Jahre 2008 heraus. Das Album enthält insgesamt 16 Titel – instrumentale Kompositionen und englisch gesungene Lieder, die unter Mitwirkung von Sohn Richard, Ted Whang, Peter Boška, Jiří Neuville, Štěpán Škoch, Andrea Kolmanová, Markéta Rohanová entstanden.

## Pädagogische Tätigkeit
Richard Scheufler wurde in der Musiköffentlichkeit auch für seine pädagogische Tätigkeit bekannt. Er gab 1994 einen Audiokurs Slap & Funky heraus. Im Jahre 2000 erschien der gleichnamige Videokurs als der erste Kurs dieser Art überhaupt in der Tschechischen Republik. In den Jahren 1997 bis 2002 wurde er als Lektor im Rahmen der Rockkurse, die regelmäßig im Sommer in Dobrá Voda bei Prachatice organisiert werden, tätig. Die Teilnehmer der Rockkurse veranlassten die Entstehung eines Musikmaterials, das 2001 auf der durch die Lektoren herausgegebenen Platte mit dem Titel Jednou v roce/Once a Year erschien. Er führte Seminare an Musikmessen, in Prag alljährlich seit 1991 (Huvel, Muzika 2003), in Bratislava und im Ausland an der Frankfurter Musikmesse.

## Scheufler Project
Eine besondere Stellung hat die musikalischen Zusammenarbeit mit seinem Sohn Richard (geb. am 28. September 1988 in Partizánske, Slowakei), mit dem er unter der Bezeichnung Scheufler Project auftritt. An der Seite seines Vaters wirkte er in der Band King Size mit, deren Dauergastkünstler sie bis heute sind. Im Alter von zwölf Jahren wirkte er bei der Aufnahme des Pop-Albums Nechci zůstat sám/I don´t want to be alone von der Band Damiens mit, das der Vater Richard koproduzierte; er nahm an der Konzerttour der Sängerin Lenka Filipová teil und trug auch zum zweiten Soloalbum des Vaters Between us (Scheufler’s Records, 2008) bei. Seit 2004 sind die beiden Scheuflers an der Rock-Oper Antigona als Dauergastkünstler beteiligt.

## Musikalische Ausstattung
Im Oktober 2004 nahm Richard ein Angebot der Zusammenarbeit von der Firma MusicData an, es ging um die Präsentation der QUANTUM Produkte bei seinen Einzelauftritten, an den Seminaren und Musikmessen. Er arbeitet ebenfalls mit der Firma ALEXIM bei der Präsentation der Analogeffekte und Saiten der schwedischen Firma EBS zusammen.
Im Jahr 2007 knüpfte er die Zusammenarbeit mit der Firma ROLAND und dem ungarischen Hersteller von Gitarren FIBENARE an, der seit 2006 eine 6-Saiten Bassgitarre Fibenare Standard RS MIDI für Scheufler entwickelte. Es handelt sich um eine Bassgitarre, die eine Analog- und Digitaleingabe verwendet. Die musikalische Ausstattung von Richard beinhaltet darüber hinaus die signierten Bassgitarren der Firma K&K, mit der er seit 1997 zusammenarbeitet, es sind wie folgt:
Richard Scheufler model Romeo 6 strings
Richard Scheufler model Juliet 6 strings (fretless)
Slapper 4 strings
Bassman 4 strings
und eine Yamaha TRB 6P.
Die Studio-Ausstattung und die Ausstattung für die Seminare besteht aus einem Yamaha QY 700 Sequenzer, HDD Korg D16, Korg Pandora PX5D und Audix Microphone.
Nach der Beendigung der Zusammenarbeit mit der Firma MusicData und Hughes & Kettner Ende 2007 beschaffte er sich die Produkte der Marke AMPEG (Ampeg SVP-CL, Ampeg SVT PRO und Ampeg SVP-BSP) und Hafler (power amp). Für die Analogeffekte verwendet Richard das komplette Sortiment von EBS und einen George Dennis Phaser für die Digitaleffekte verwendet er Roland V-Bass, Roland GR-20 und Roland GKP-4.

## Diskografie
- King Size - Lovci Těl / The Body Hunters (1992)
- Karel Gott - Vánoční Koncert / The Christmas Concert (1992)
- King Size - Jezebel (1993)
- King Size - Happy Sapiens (1993)
- Ondřej Soukup - Nudity for Sale / Nahota na prodej (1993)
- Lucie Bílá - Zahrada Rajských Potešení (1994)
- Audio-Kurs - Slap & Funky (1994)
- Čeští Mistři Baskytary - Czech Masters of Bassguitar (1995)
- King Size - Psychothriller (Příkrý Les) (1993)
- King Size - Romeo & Julie / Romeo & Juliet (1997)
- Katryna - Yadid Nefesh (2000)
- Video-Kurs - Slap & Funky (2000)
- Damiens - Super Bílá Myš / Super White Mouse (2001)
- R. Scheufler - V Rukou Tvých / In Your Hands (2001)
- D. Stárek - Jediná / The Only One (2001)
- L. Semelka - Muj Vek / My Age (2001)
- Damiens - Nechci zustat sám / I don’t want to be alone (2002)
- M. Jakubovie - Z Druhé Strany / From The Other Hand (2002)
- Myslikovjan & Scheufler - The 4 Seasons (2002)
- R. Scheufler & friends - Classical Music (2003)
- The Scheuflers - My World (2003)
- Nana Tsiboe - Bushfaya (2003)
- Andrea Kolman - Andrea (2003)
- King Size - King Size (2004)
- Richard Scheufler - Between us (2004)
- Kečup - Frontální útok / The Frontal Attack (2005)
- Antigona (Promo-Version) - Rock-Oper (2006)
- Pražský Výběr II / Prague Selection II - Vymlácený rockový palice / Smashed Rock Heads (2007)
- Jan Militký - Sběrné suroviny / The Junk (2007)
- FN 206 Fontana Music Library - Bass & Drums (2007)
- FN 206 Fontana Music Library - Variant Moods For TV Production (2007)
- Pražský výber II / Prague Selection II - DVD PRAŽSKÝ VÝBĚR II LIVE (2008)
- Antigona Doppelalbum - Rock-Oper (2008)